# Wiesław Barczyk
Wiesław Wojciech Barczyk (ur. 1927 w Częstochowie, zm. 7 kwietnia 2024) – polski paleontolog (brachiopodolog) i geolog.

## Dane biograficzne
Studiował w Toruniu. Od 1952 pracował na Wydziale Geologii Uniwersytetu Warszawskiego, gdzie uzyskał doktorat i habilitację. Był profesorem tytularnym nauk o Ziemi. Na Wydziale Geologii UW pełnił między innymi funkcje prodziekana do spraw studenckich oraz kierownika Muzeum. Był kawalerem Orderu Odrodzenia Polski.
Jego małżonką była paleontolożka Ewa Popiel-Barczyk, we współautorstwie z którą opublikował kilka prac naukowych.

## Osiągnięcia naukowe

### Znaczenie w historii nauki
Wiesław Barczyk zajmował się przede wszystkim systematyką ramienionogów jurajskich, podrzędnie także kredowych i trzeciorzędowych. Opisał nowy rodzaj terebratulidów Dictyothyropsis Barczyk, 1969 i nowy gatunek tecideidów Praelacazella baltoviensis Barczyk, 1970.

### Wybrane publikacje
- Upper Jurassic Terebratulids from the Mesozoic Border of the Holy Cross Mountains in Poland (1969)[6]
- Rhynchonellid brachiopods from the Upper Tithonian and Lower Berriasian of the Pieniny Klippen Belt (1979)[8]

## Upamiętnienie
Na jego cześć nazwano gatunek ramienionoga Zittelina barczyki Calzada, 1984, znany z hoterywu Hiszpanii.